# Lemnitz

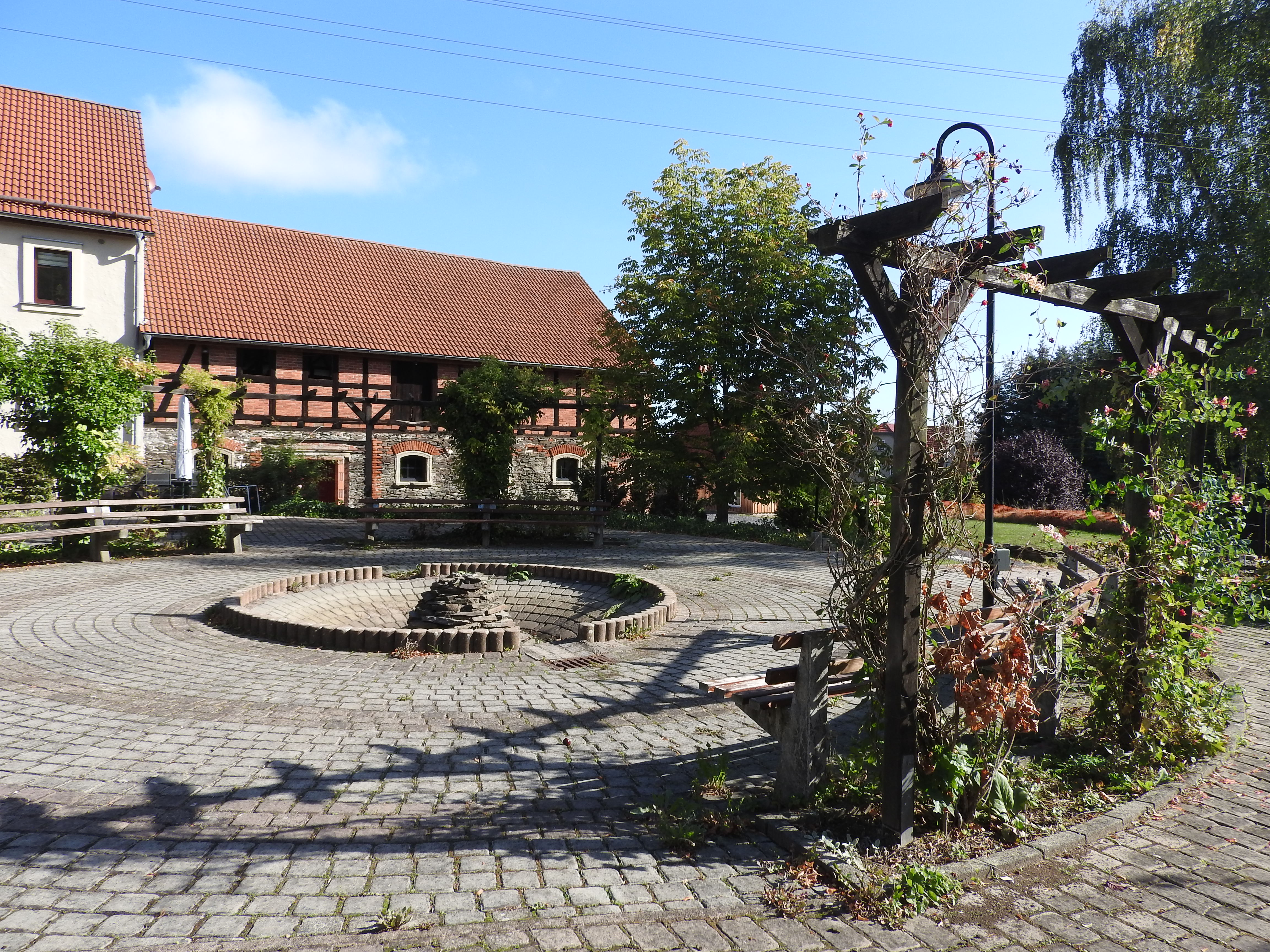
Im Ort

Lemnitz ist eine Gemeinde in der Verwaltungsgemeinschaft Triptis im thüringischen Saale-Orla-Kreis am Rande des Thüringer Waldes.

## Gemeindegliederung
Die Gemeinde besteht aus den Ortsteilen Lemnitz (1378) und Leubsdorf (1378) In Klammer = urkundliche Ersterwähnung.

## Geschichte
Der Ortsname Lemnitz geht wahrscheinlich auf einen slawischen Personennamen zurück. So heißt er 1378 Lubenwicz bzw. Lubinwicz und schon 1537 Lemnitz. Im Jahre 1879 bestand Lemnitz aus einem Rittergut mit 34 Wohnhäusern und 173 Einwohnern.
Am 1. Juli 1950 wurde die bis dahin eigenständige Gemeinde Leubsdorf eingegliedert.

### Einwohnerentwicklung

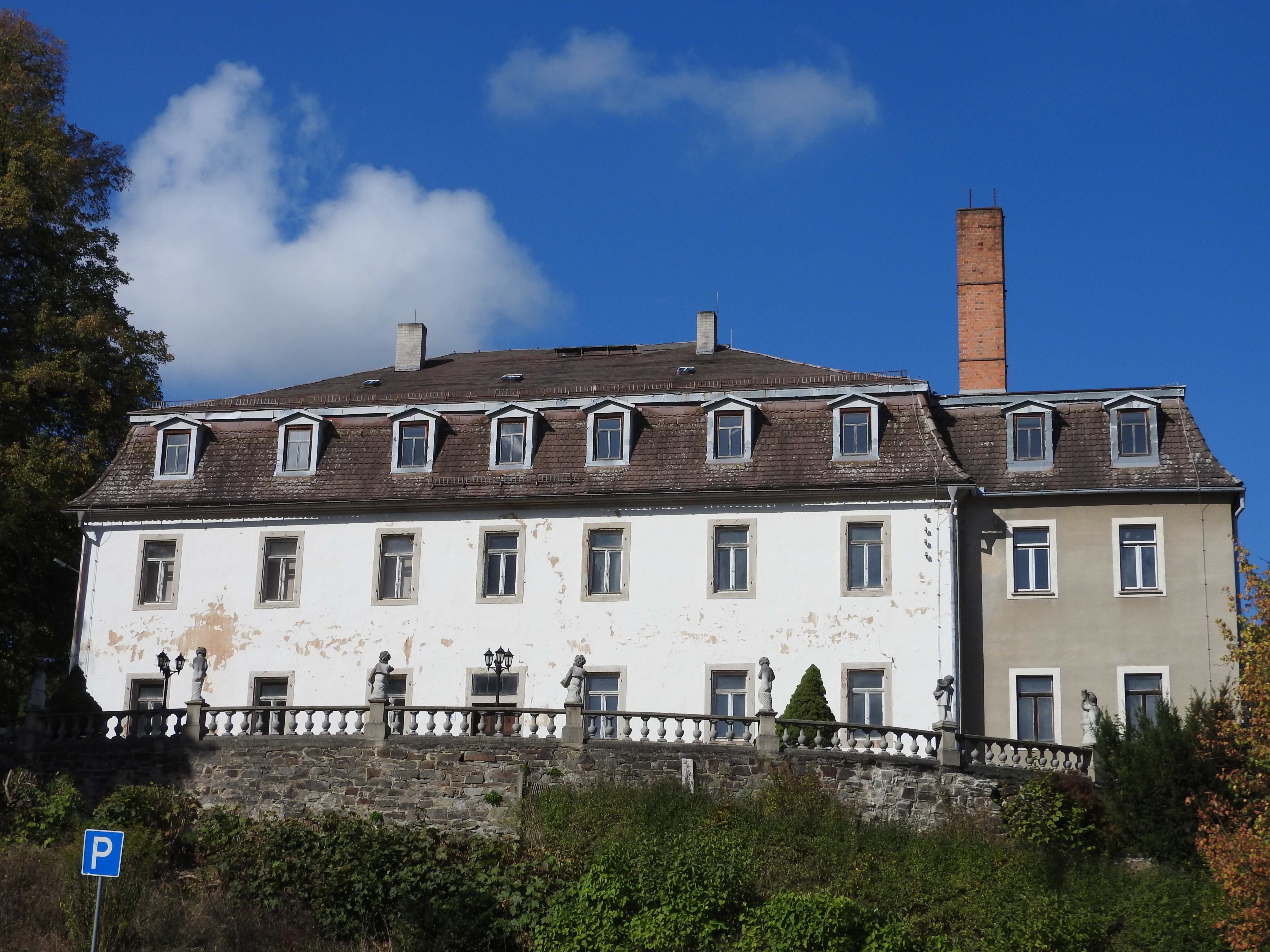
Lemnitzer Schloss

Entwicklung der Einwohnerzahl (jeweils 31. Dezember):
| - 1879: 173 - 1994: 424 - 1995: 426 - 1996: 389 - 1997: 410 - 1998: 412 | - 1999: 410 - 2000: 416 - 2001: 419 - 2002: 418 - 2003: 413 - 2004: 423 | - 2005: 418 - 2006: 401 - 2007: 407 - 2008: 397 - 2009: 405 - 2010: 390 | - 2011: 386 - 2012: 403 - 2013: 413 - 2014: 405 - 2015: 390 - 2016: 386 | - 2017: 388 - 2018: 394 - 2019: 388 - 2020: 377 - 2021: 371 - 2022: 377 | - 2023: 371 |

Datenquelle ab 1994: Thüringer Landesamt für Statistik

## Sehenswürdigkeiten
Das barocke Lemnitzer Schloss wurde in den Jahren von 1739 bis 1747 erbaut und war früher im Besitz des berühmten Sprachforschers Hans Conon von der Gabelentz. Der letzte Besitzer vor der Enteignung war Hans von der Gabelentz. Von 1962 bis 1996 befand sich in dem Schloss ein Seniorenheim.
Der ehemalige Hauptsitz des Rittergutes wird heute als Wohnhaus und das Nebengebäude als Gemeindesitz mit Vereinsräumen genutzt. Die zu dem Rittergut gehörende Scheune beherbergt seit 1999 als Museumsscheune eine Ausstellung alter landwirtschaftlicher Klein- und Großgeräte sowie eine Begegnungsstätte mit Saal.
Die Dorfkirche Lemnitz wurde im 15. oder 16. Jahrhundert gebaut.

## Wappen
Blasonierung: In Silber eine rote gestürzte, geschweifte Spitze, belegt mit einer silbernen, dreizackigen Heugabel; in Silber rechts eine grüne Ähre mit Blatt, links eine grüne Eichel mit Blatt.
Das Wappen nimmt Bezug auf das Familienwappen der früheren Schlosswirtschaft von der Gabelentz, durch die Ähre wird der landwirtschaftliche Charakter der Gemeinde symbolisiert und die Eichel ist ein Symbol für den Ortsteil Leubsdorf.

## Vereine
In Lemnitz gibt es einen 1978 gegründeten Faschingsverein (Leubsdorf LFC), einen Jugendverein und den Sprach- und Kulturverein von der Gabelentz e. V.

## Söhne und Töchter der Gemeinde
- Hans Conon von der Gabelentz (1807–1874), Gutsbesitzer und bekannter Sprachgelehrter
- Georg von der Gabelentz (1840–1893), bekannter Sinologe und Universitätsprofessor
- Georg von der Gabelentz (1868–1940), Unterhaltungsschriftsteller
- Hans von der Gabelentz (1872–1946), Kunsthistoriker, Museumsdirektor und Schriftsteller
- Albert Abicht (1893–1973), Landwirt und Politiker (ThLB/DNVP und NSDAP)
- Günter Herzog (* 1937), Jurist, Leiter der Staatlichen Archivverwaltung der DDR